# Vicko Palunko
Vicko Palunko (Šipan, 1. studenog 1842. – Split, 2. travnja 1921.) bio je hrvatski prelat Katoličke Crkve. Službovao je kao pomoćni splitski biskup od 1904. do 1921. godine.

## Životopis
Rođen je na otoku Šipanu 1. studenoga 1842. godine. Isusovačku gimnaziju završio je u Dubrovniku, a teologiju u Rimu. Za svećenika Dubrovačke biskupije zaređen je 1. prosinca 1867. godine. Jedno je vrijeme služio u župi Ravno u Trebinjsko-mrkanskoj biskupiji.
Bio je vjeroučitelj i ravnatelj sjemeništa u Dubrovniku. Na poziv nadbiskupa Josipa Stadlera odlazi za kanonika u Sarajevo. Nadbiskup ga je imenovao generalnim vikarom te ravnateljem u nadbiskupskom sirotištu. Dana 20. lipnja 1904. posvetio ga je nabiskup Stadler u sarajevskoj katedrali za pomoćnog splitskoga biskupa. Umro je 2. travnja 1921. u Splitu.

### Članci
- Jurišić, Pavo. 2019. Nadbiskup Stadler i Stolni kaptol vrhbosanski. Vrhbosnensia. Univerzitet u Sarajevu – Katolički bogoslovni fakultet. Sarajevo. 23 (1): 27–62

## Vanjske poveznice
Ostali projekti
|  | Wikicitati imaju zbirke citata o temi Vicko Palunko |